# Nissan NV200
Nissan NV200 – samochód osobowo-dostawczy typu van klasy kompaktowej produkowany pod japońską marką Nissan od 2009 roku.

## Historia i opis modelu

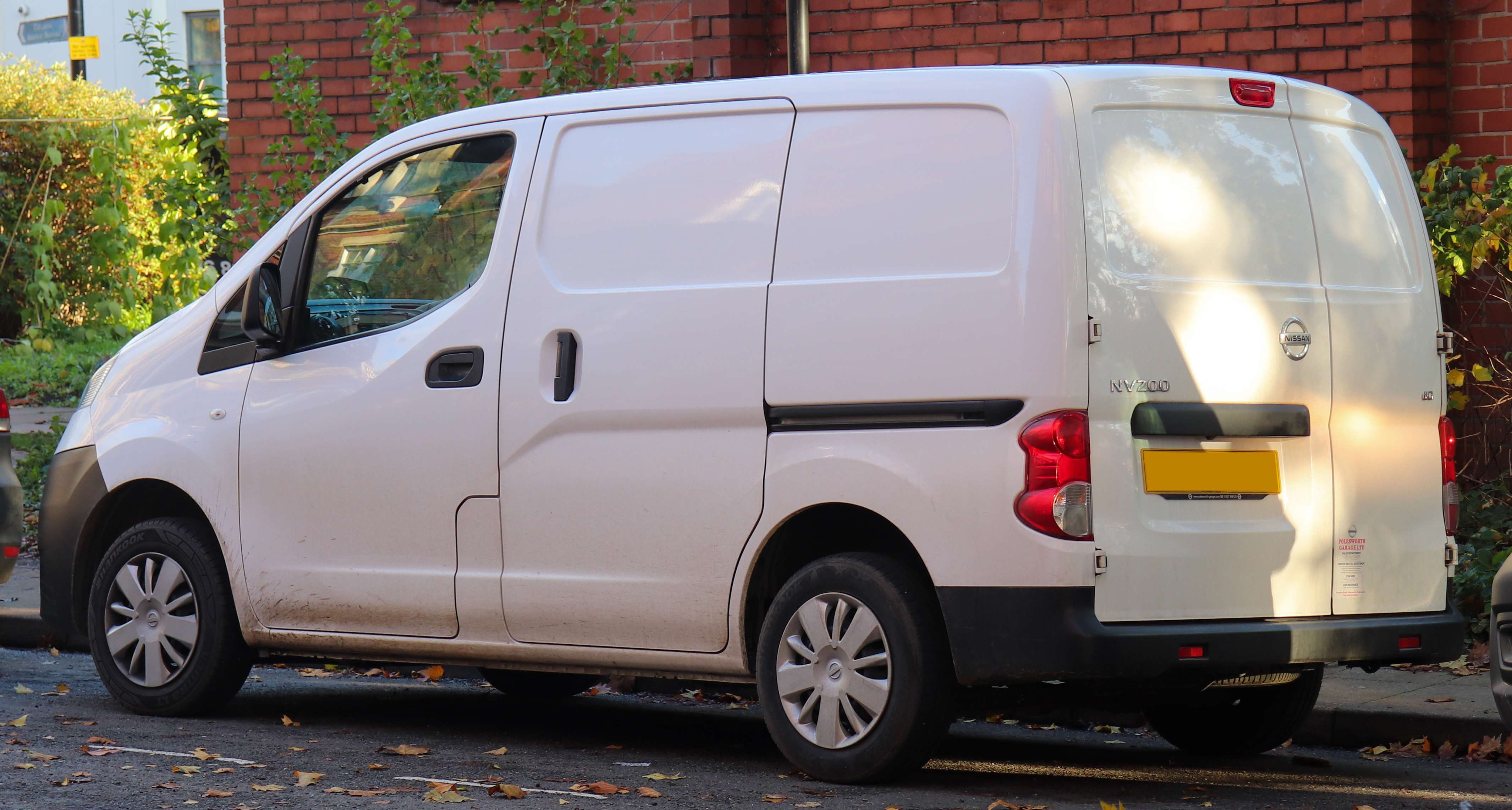
Nissan NV200 - tył

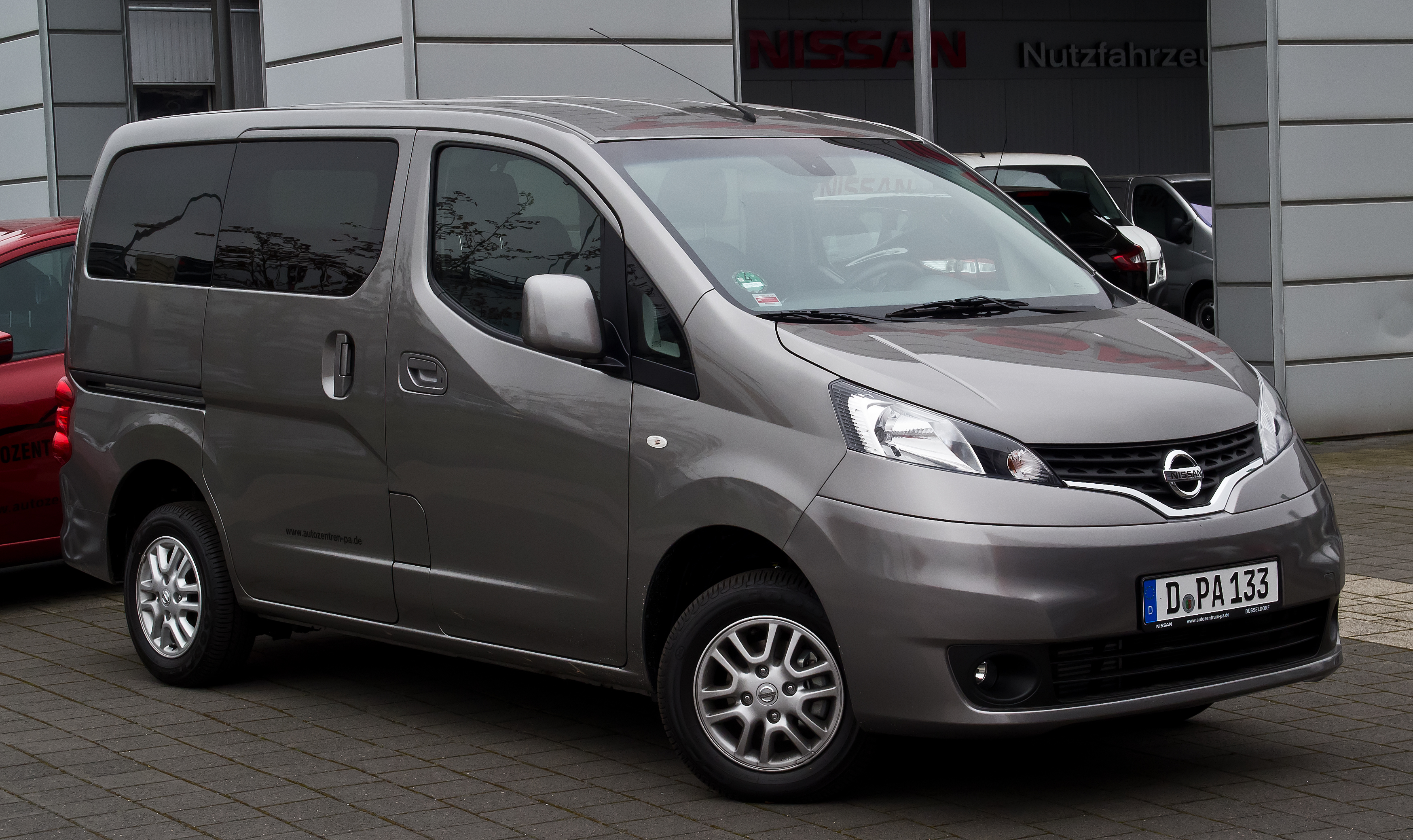
Nissan NV200 Evalia

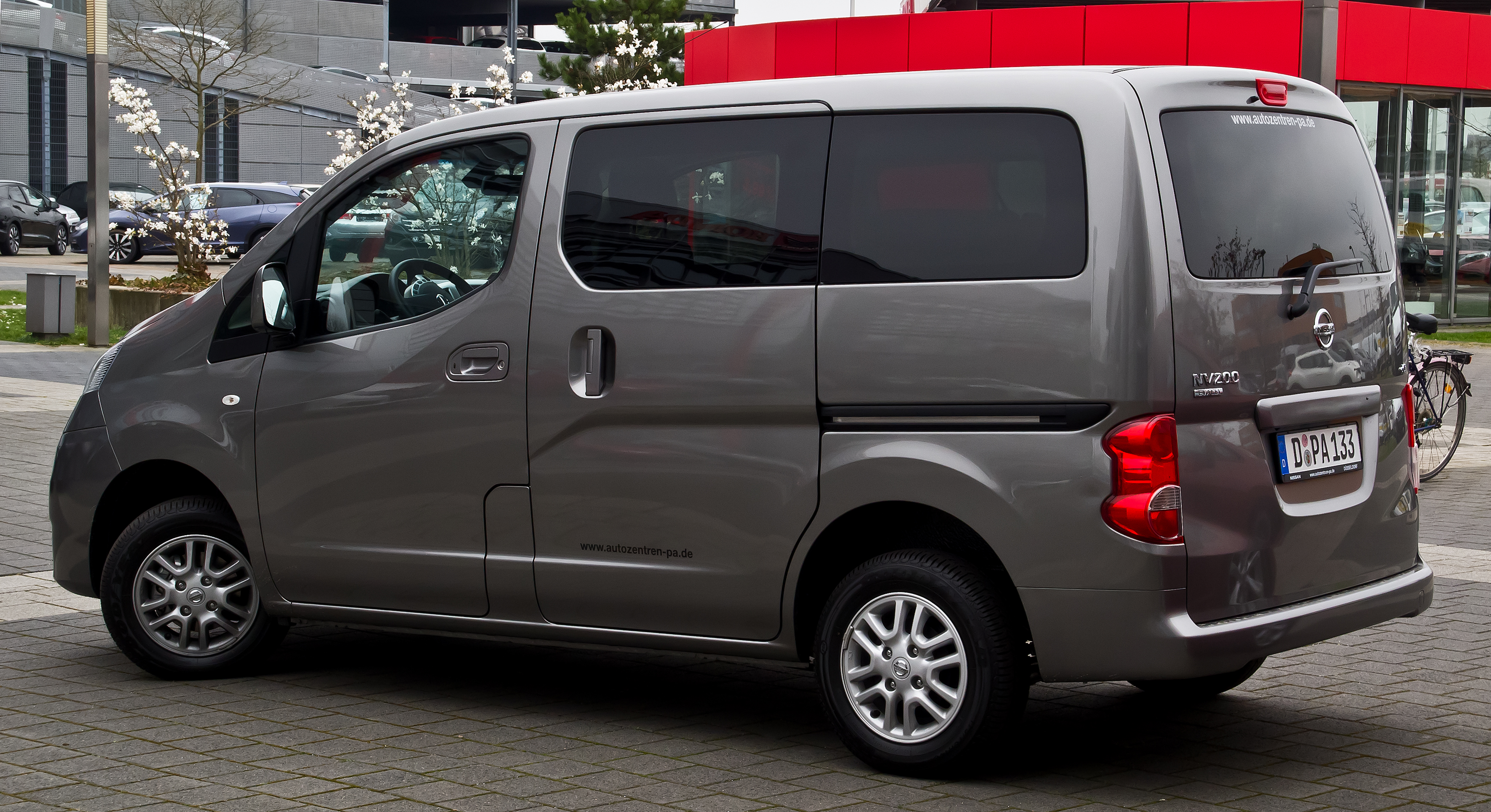
Nissan NV200 Evalia - tył

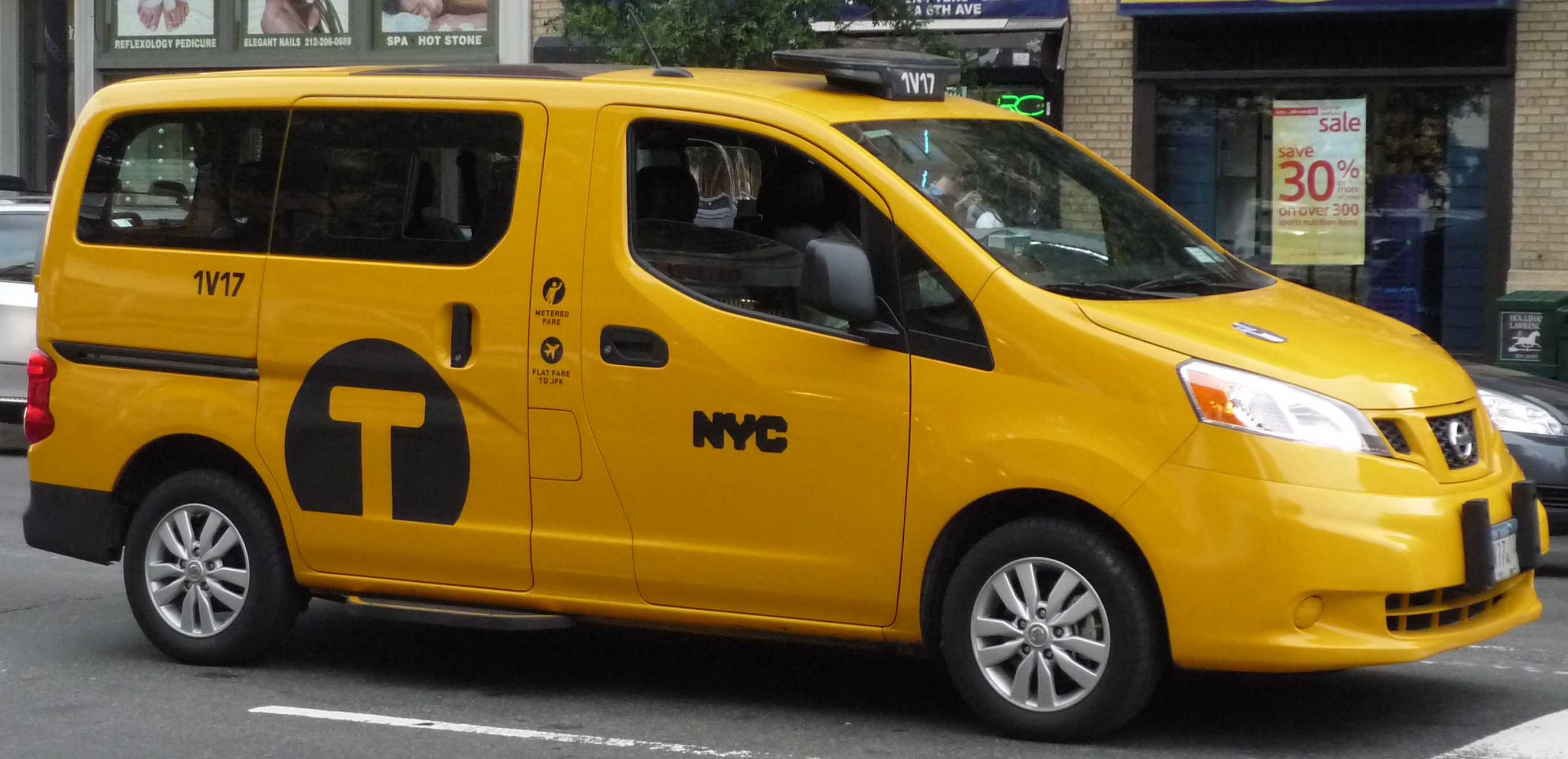
amerykański Nissan NV200 NYC Taxi

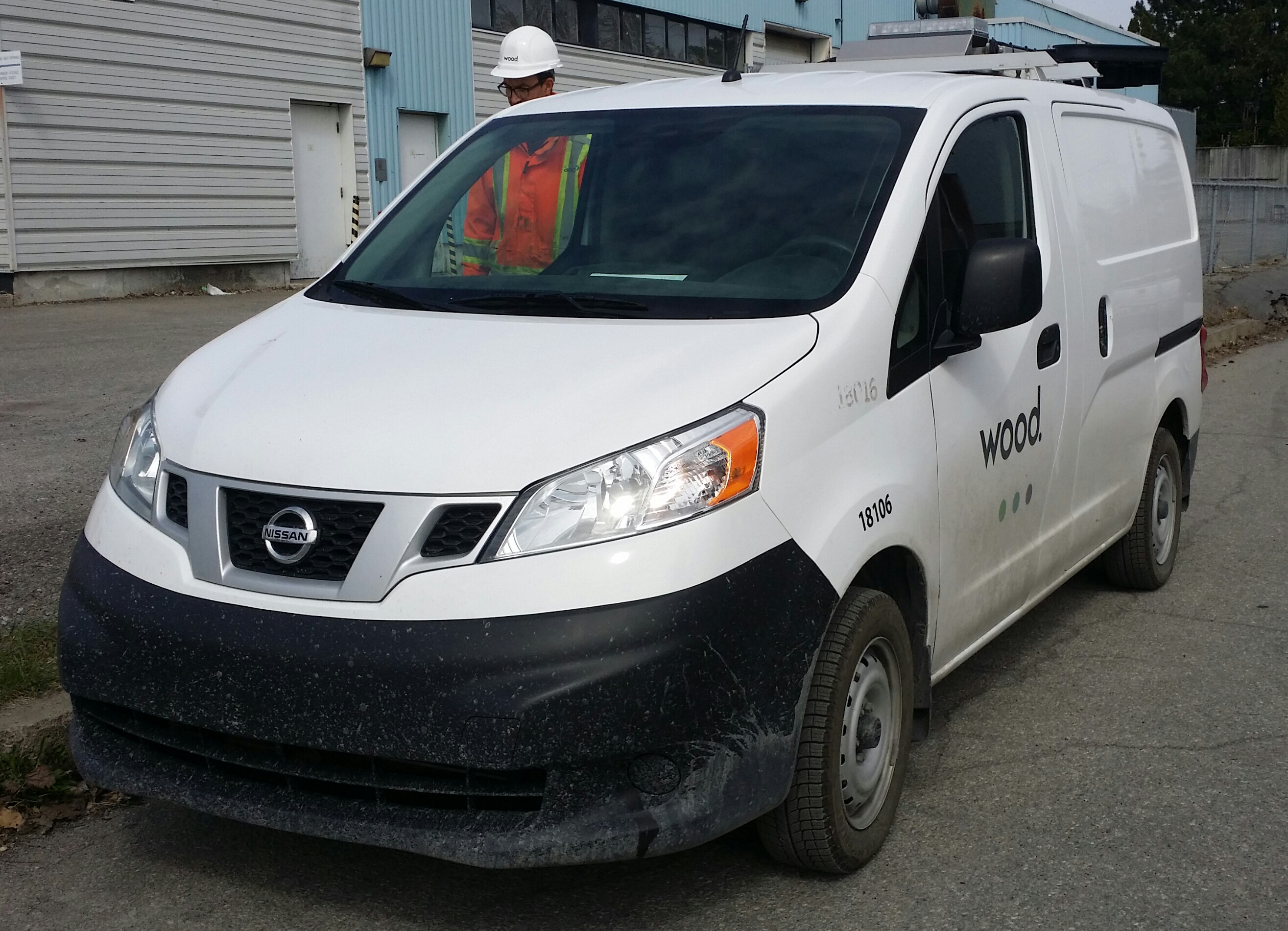
amerykański Nissan NV200 SV

Studyjną zapowiedzią nowego, kompaktowego modelu o osobowo-dostawczym charakterze był przedstawiony w 2007 roku prototyp Nissan NV200 Concept, którego światowa premiera miała miejsce podczas międzynarodowych targów samochodowych Tokyo Motor Show. Za projekt stylistyczny tego studium odpowiedzialne było europejskie biuro projektowe Nissana ulokowane w londyńskim Paddington. Produkcyjny model, będący bezpośrednim rozwinięciem przedstawionej w Tokio koncepcji, zaprezentowany został pod koniec lutego 2009 roku - tuż przed światową premierą przed publicznością na marcowym Geneva Motor Show.
Samochód powstał w oparciu o modułową platformę ówczesnego aliansu Renault-Nissan, którą wykorzystano już wówczas wobec różnej wielkości konstrukcji jak Renault Clio, Dacia Logan czy Nissan Tiida. Choć głównymi konkurentami dla NV200 są osobowo-dostawcze kombivany jak Fiat Doblò, Ford Transit Connect czt Peugeot Partner, to model Nissana zachował wobec rywali nietypowe proporcje typowe dla większych samochodów dostawczych: wąskie, smukłe nadwozie z wysoko osadzonymi fotelami i nieznacznie wyodrębnioną przednią bryłą. Kanciaste, wysokie nadwozie pozwoliło na wygospodarowanie obszernego przedziału transportowego w wersji dostawczej. Z podłogą umieszczoną 520 mm nad ziemią i 1840 mm wysokości, Nissan NV200 był w 2009 roku najprzestronniejszym kompaktowym samochodem dostawczym w klasie.
W listopadzie 2009 roku Nissan NV200 otrzymał tytuł międzynarodowego Samochodu Dostawczego Roku 2010. 

### NV200 Evalia
Poza odmianą dostawczą z pozbawionym przeszklenia przedziałem transportowym oraz wariantem osobowym typu mikrobus, w maju 2009 roku rodzinę wariantów poszerzył trzeci o bardziej komfortowym, osobowym charakterze. Na rodzimym rynku japońskim otrzymał on nazwę Nissan NV200 Vanette, wyróżniając się m.in. siedmioosobową kabiną pasażerską, bogatszym wyposażeniem, lakierowanymi zderzakami i jednoczęściową, odchylaną klapą bagażnika. Premiera europejskiego wariantu pod nazwą Nissan NV200 Evalia miała miejsce ponad 2 lata później, jesienią 2011 roku. 

### NV200 NYC Taxi
We wrześniu 2012 roku Nissan przedstawił specjalną odmianę NV200 zmodyfikowaną na potrzeby nowojorskich taksówek w wyniku wygranego przetargu. Samochód zyskał wydłużony rozstaw osi, odstęp między drzwiami kierowcy a pasażera, przemodelowaną przestrzeń transportową na potrzeby przewozu osób, a także charakterystyczne żółte malowanie nadwozia. Samochód trafił do seryjnej produkcji w Meksyku nieco ponad rok później, w sierpniu 2013 roku.

### Sprzedaż
Nissan NV200 powstał jako konstrukcja globalna, produkowana w różnych krajach w zależności od regionu zbytu. Rodzimy rynek zaopatrywała lokalna japońska fabryka, z kolei potrzeby europejskiego rynku zaspokajała ówczesna fabryka Nissana w hiszpańskiej Barcelonie. W kwietniu 2010 joint-venture Dongfeng Nissan uruchomiło produkcję i sprzedaż na potrzeby rynku chińskiego, z kolei 2012 roku w Indiach i Indonezji rozpoczęto produkcję wariantu osobowego pod nazwą Nissan Evalia. W sierpniu 2013 roku zasięg rynkowy NV200 został poszerzony także o region Ameryki Północnej, na której potrzeby uruchomiono produkcję w meksykańskich zakładach Nissana w Jiutepec - pierw odmiany Taxi, a w 2014 roku także wariantu dostawczego pod nazwą Nissan NV200 SV.
Z biegiem lat staż rynkowy globalnego Nissana NV200 zaczął maleć równie szybko, jak się poszerzał. Zaledwie 3 lata po debiucie rynkowym w Indiach, w 2015 roku produkcja i sprzedaż została zakończona z powodu niewielkiej sprzedaży. W 2019 roku produkcja spalinowego NV200 zakończyła się w Hiszpanii z racji prezentacji następcy dedykowanego dla europejskiego rynku pod nazwą NV250. W 2021 roku zakończono produkcję w Meksyku z myślą o rynkach Ameryki Północnej.

### Silniki
- R4 1.6l 16V 109KM
- R4 1.5l dCi 85KM
- R4 2.0l 16V 131 KM
- R4 1.5l dCi 110KM

### e-NV200

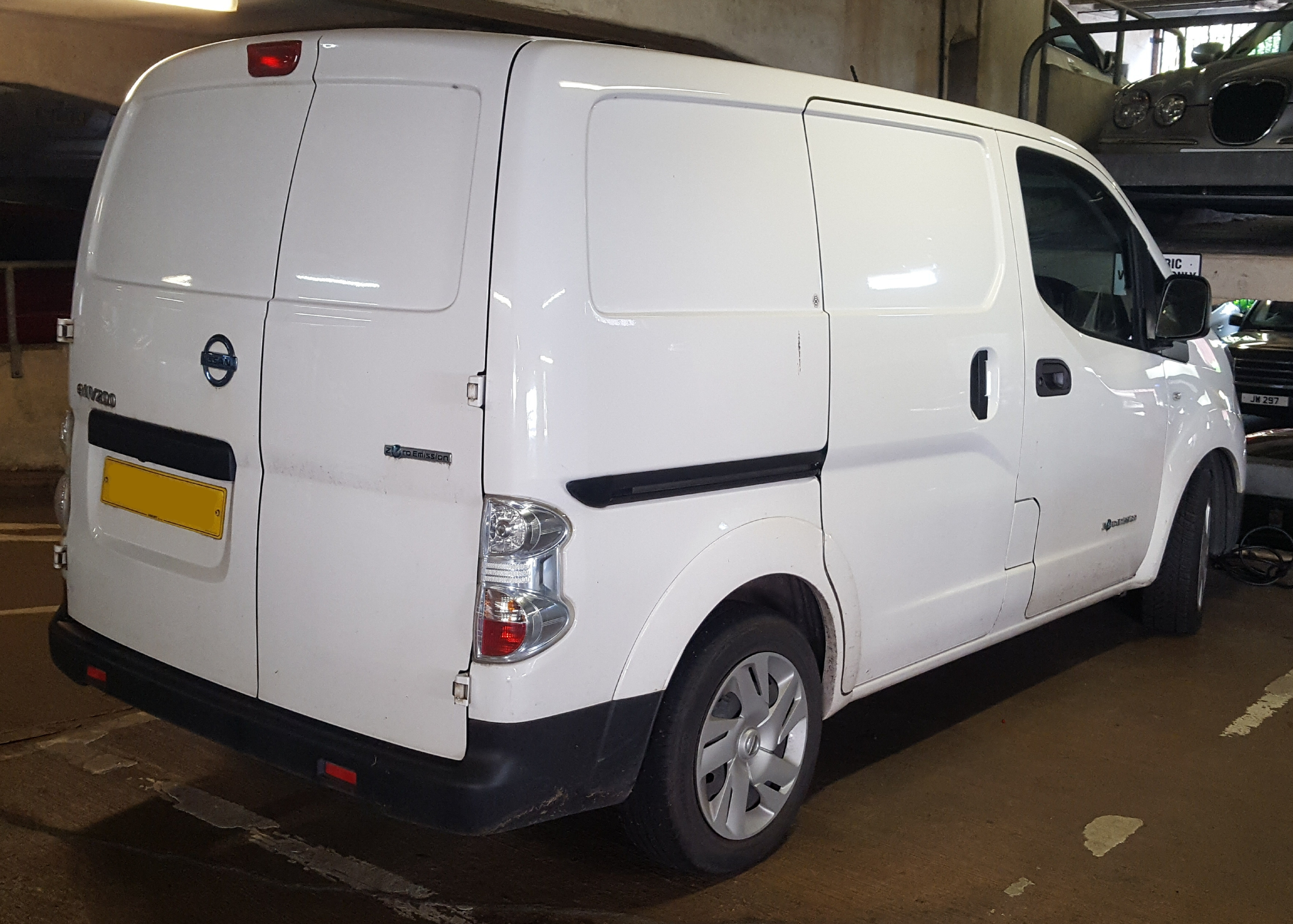
Nissan e-NV200 - tył

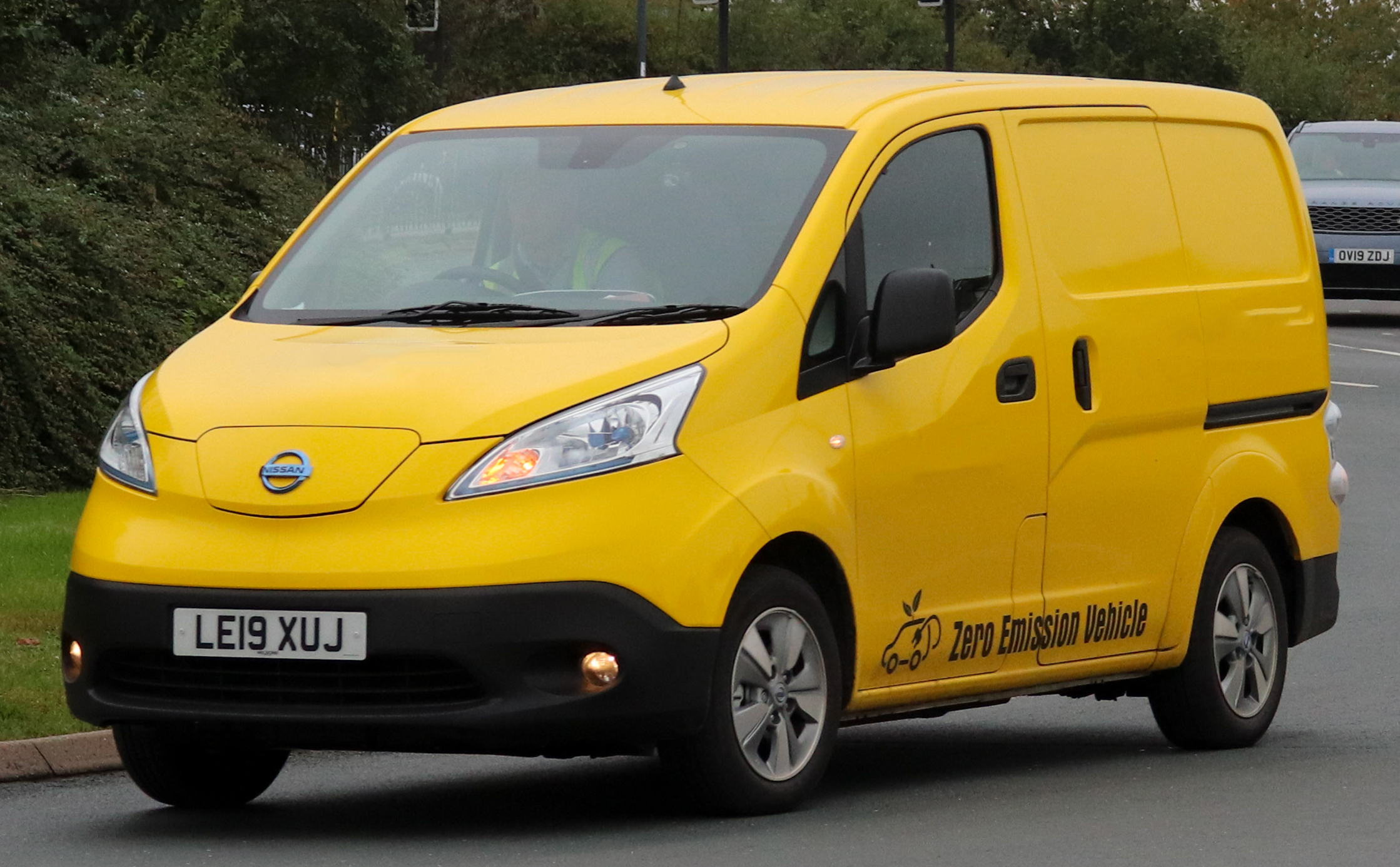
Nissan e-NV200

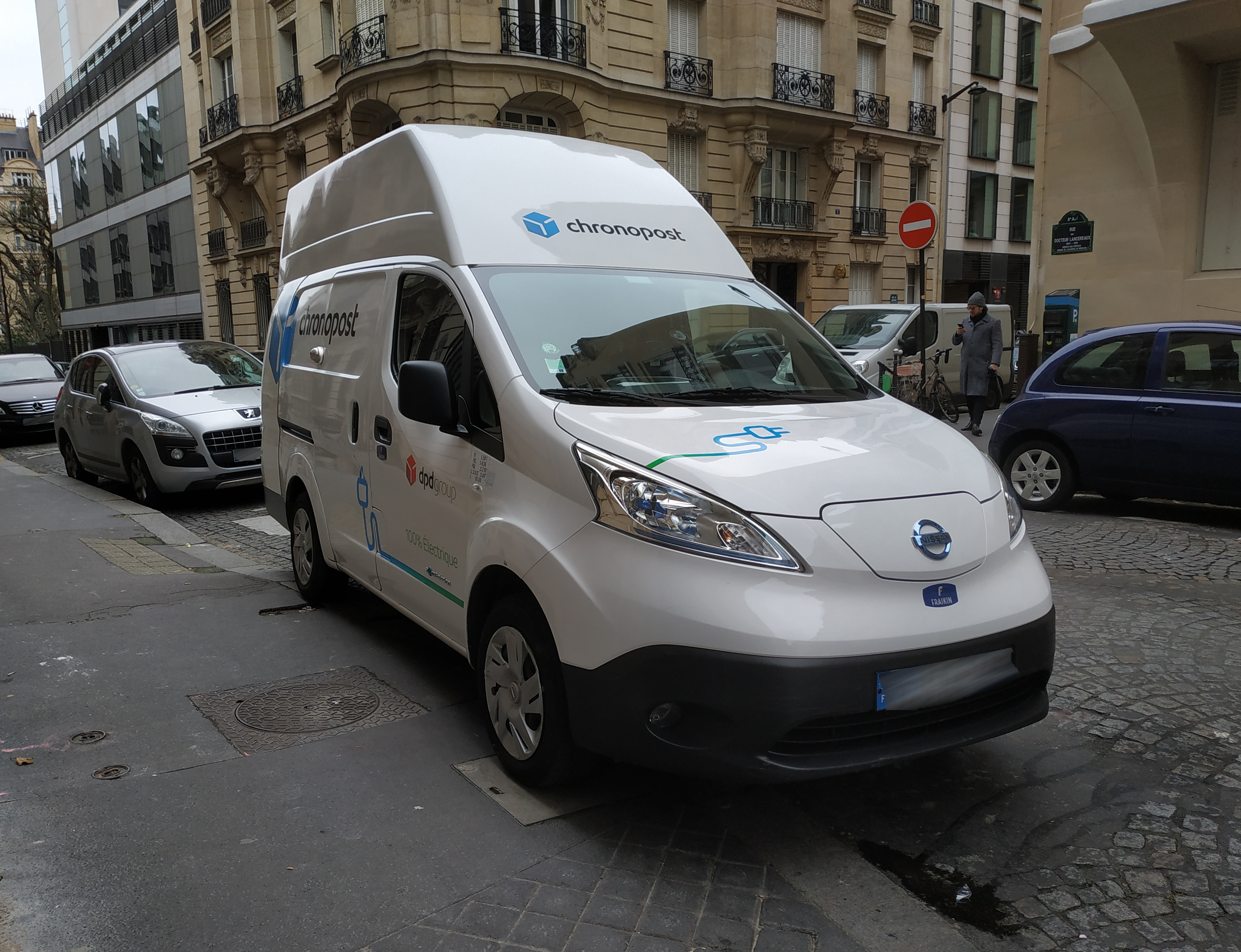
Nissan e-NV200 XL Voltia

Nissan e-EV200 został zaprezentowany po raz pierwszy w 2013 roku.
W styczniu 2012 roku zaprezentowane zostało studium zwiastujące poszerzenie gamy wariantów NV200 o odmianę w pełni elektryczną. Cechy wyglądu samochodu przedstawił prototyp Nissan e-NV200 Concept podczas targów samochodowych Detroit Auto Show w Stanach Zjednoczonych. Premiera produkcyjnej wersji pod nazwą e-NV200 miała miejsce podczas targów Tokyo Motor Show półtora roku później, w listopadzie 2013 roku.
Pod kątem wizualnym samochód przeszedł obszerne modyfikacje w celu podkreślenia odrębnego charakteru i innego napędu e-NV200. Pojazd zyskał przeprojektowany pas przedni pozbawiony wlotów powietrza, z ostrzej zarysowanymi i większymi reflektorami, a także centralnie umieszczonym punktem ładowania pod logo firmowym. Tylne lampy otrzymały nawiązujące do modelu Leaf srebrne wkłady, z kolei w kabinie pasażerskiej od elektrycznego hatchbacka zapożyczono koło kierownicy i elektroniczne zegary. Poza tym konsolę centralną przyozdobiły inne materiały wykończeniowe i ekran dotykowy systemu multimedialnego.

### Warianty
Nissan e-NV200 trafił do sprzedaży zarówno w odmianie dostawczej, jak i osobowej z dodatkowym członem Evalia w nazwie. Ponadto, wiosną 2020 roku gama wariantów nadwoziowych została poszerzona o powiększony o nazwie Nissan e-NV200 XL Voltia. Wyróżniła się ona dłuższym tylnym zwisem powiększającym długość do ponad 5 metrówi specyficzną, obszerną nadbudową na dachu w celu wygospodarowania znacznie większej przestrzeni transportowej o objętości 8 metrów sześciennych. Samochód w tym wariancie trafił do flot europejskich flot kurierskich, w tym także do polskiego InPosta.

### Sprzedaż
Podobnie jak wariant spalinowy, e-NV200 trafił do sprzedaży na rynkach globalnych. W przeciwieństwie do niego jednak, za główne zakłady produkcyjne obrano nie rodzimą dla Nissana w Japonię, lecz zakłady produkcyjne Nissan Iberica w hiszpańskiej Barcelonie z myślą o potrzebach rynku europejskiego, jak i krajów globalnych. W maju tego samego roku zdecydowano się odejść od tej reguły, lokując produkcję e-NV200 także w nowo wybudowanych zakładach Nissana w Indonezji.
W 2021 roku końca dobiegła produkcja i sprzedaż zarówno w Indonezji, jak i na rynku europejskim w związku z likwidacją tutejszych fabryk odpowiednio w Purwakarcie i Barcelonie. Na rynku europejskim samochód otrzymał bezpośredniego następcę w postaci dedykowanej dla tego regionu konstrukcji produkowanej we Francji, modelu Townstar EV.

### Dane techniczne
Nissan e-NV200 był drugim po Leafie samochodem elektrycznym oferowanym m.in. w Europie, dzieląc z nim kluczowe elementy układu napędowego. Do napędzania elektrycznego vana został silnik elektryczny o mocy 109 KM, osiągający 254 Nm maksymalnego momentu i 100 km/h w 14 sekund. Początkowy wariant wyposażony był w baterię o pojemności 24 kWh, która pozwalała przejechać na jednym ładowaniu ok. 170 kilometrów w cyklu miejskim. W 2017 roku wprowadzona została większa bateria o pojemności 40 kWh, która wydłużyła zasięg do ok. 270 kilometrów.